# Fotobeton

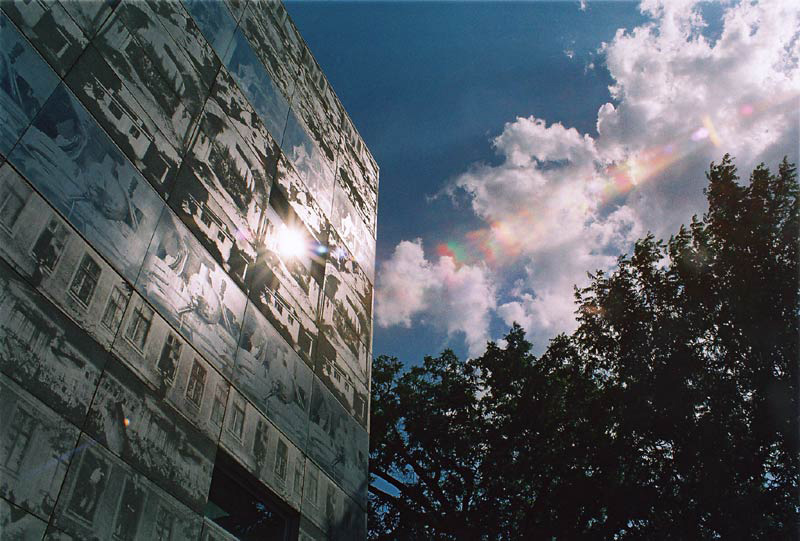
Fotobetonfassade der Bibliothek der Fachhochschule Eberswalde, von Herzog & de Meuron errichtet und von dem Fotokünstler Thomas Ruff gestaltet

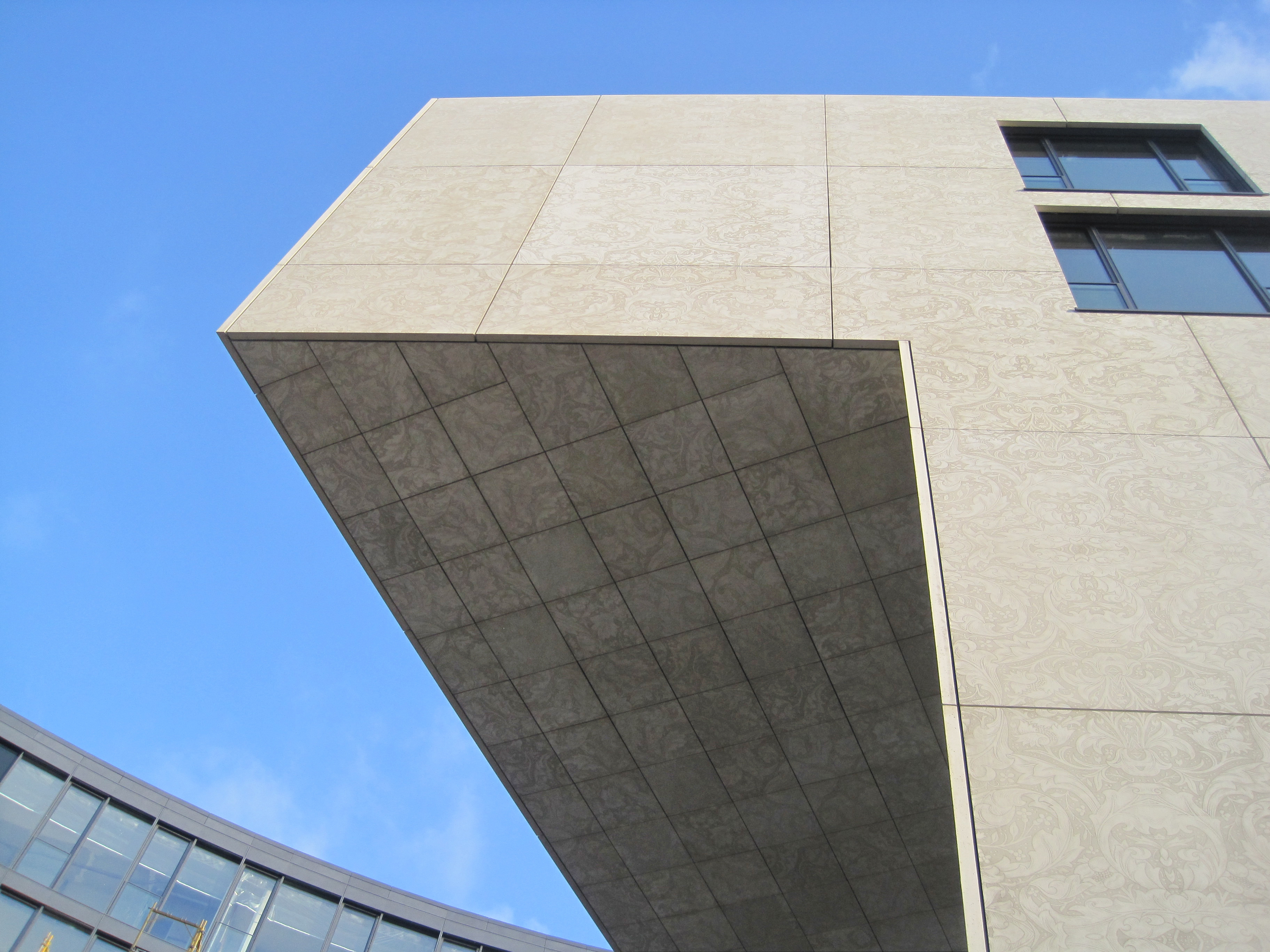
Hotel Stue, Berlin

Fotobeton ist eine besondere Form von Sichtbeton, dessen Oberfläche mit dauerhaft bildlichen Darstellungen versehen ist.

## Geschichte des Fotobetons
Ornamente sind seit jeher Bestandteil der Architektur. Die Idee, Beton mit Bildern zu schmücken, reicht bis in die achtziger Jahre zurück. Seitdem ermöglichen spezielle ausgereifte Verfahren wie z. B. das auf unterschiedlichen Abbindeprozessen basierende Fotobeton-Verfahren oder die computergestützte Vectogramm-/Frästechnik, eine dauerhaft bildliche Darstellung von Fotos und anderen Motiven auf Betonoberflächen. Im Gegensatz zu „bemalten“ oder „bedruckten“ Betonoberflächen ist Fotobeton ein Baustoff, in dem das Motiv dauerhaft eingearbeitet, quasi „eingraviert“ ist.

## Verfahrensarten
In dem aus den 1980er Jahren stammenden Fotobeton-Verfahren wird das Foto, das auf den Beton übertragen werden soll, in eine gerasterte Schwarz-Weiß-Vorlage umgewandelt. Diese wird per Siebdruckverfahren auf eine millimeterdicke Kunststofffolie gedruckt. Statt Farbe wird dabei ein Abbindungsverzögerer in unterschiedlich dicken Schichten aufgetragen. Die Fotobetonfolie wird in die Betonschalung eingelegt und mit dem Material übergossen. Der Abbindungsverzögerer bewirkt, dass der Beton an verschiedenen Stellen unterschiedlich schnell aushärtet. Dadurch entstehen raue und glatte Flächen sowie Hell-Dunkel-Verläufe. Die hellen Bereiche des Motivs bleiben glatt, die dunklen werden ausgewaschen. Nach 16 bis 24 Stunden kann das Betonteil entschalt und mit niedrigem Wasserdruck gewaschen werden.
Die Vectogrammtechnik ist ein Verfahren, bei dem Bildinformationen mittels einer Frästechnik auf den Plattenwerkstoff übertragen werden. Dieses Modell dient dann als Vorlage zum Fertigen einer Gussform des Fotobetonobjekts. Nach der Entschalung ist im Beton aus der Nähe eine Struktur aus Graten sichtbar, die sich erst aus einer bestimmten Entfernung durch die Licht- und Schattenwirkung zu einem gesamten Bild zusammenfügt. Durch eine abschließende Imprägnierung werden die Abbildungen vor Schmutz und Ausblühungen geschützt.
Im Fotolith-Verfahren wird die Betonoberfläche nicht während des Gießens des Betons bzw. dessen Aushärtung bearbeitet, sondern nach dessen Entschalung mittels Abkleben der Oberfläche mit einer Abbildungsfolie und dem anschließenden Absäuern der Betonhaut. So entsteht ein farblicher Hell-/Dunkel-Kontrast zwischen den freiliegenden, abgesäuerten Flächen und den abgeklebten, geschützten Flächen.

## Verwendung
Aufgrund der Kosten und der anspruchsvollen technischen Umsetzung ist der Fotobeton eher ein Nischenprodukt. Allerdings wächst die Nachfrage nach individueller Gestaltung von Betonoberflächen. Der Fotobeton eignet sich insbesondere für die individuelle Oberflächengestaltung repräsentativer Gebäudefassaden, für besondere Elemente des Garten- und Landschaftsbaus, als Fußbodenbelag oder für individuelle Möbel aus Beton.